# Adventus
Adventus (от лат. adventus — пришествие) — в Древнем Риме и Византии название церемонии торжественной встречи вступающего в город императора, правителя области или иного влиятельного лица. В поздней империи церемония могла устраиваться в честь прибытия в город епископа или святых реликвий. Согласно сложившемуся в эллинистическую эпоху стереотипу, ритуал включал два основных элемента: встречу правителя горожанами перед городскими воротами (occursus, synantesis, hypantesis) и последующие действия правителя в городе, прежде всего — устроение для жителей празднеств и финансирование общественных сооружений. В церемонию византийского adventus'а входили также аккламации, чтение панегириков.
Сохранилось не очень много отражений церемонии в предметах искусства. Стандартными примерами иконографии являются изображения на арке Галерия в Фессалониках и арка Константина в Риме. Более поздний пример, относящийся, возможно, к правлению императора Юстиниана II, находится в базилике Святого Димитрия.